# Paj-čcheng
Paj-čcheng (čínsky pchin-jinem Báichéng, znaky 白城市) je město a městská prefektura v severovýchodní části Čínské lidové republiky v provincii Ťi-lin. Leží poblíž hranice s autonomní oblastí Vnitřní Mongolsko na místě, kde se sbíhají tři hlavní železniční tratě, které město napojují na město Čchi-čchi-cha-r i zbytek severovýchodní Číny. Roku 2020 měla prefektura přes 1,5 milionu obyvatel.

## Historie
V okolí města jsou archeologická naleziště z doby kolem roku 2000 př. n. l. Město bylo zřízeno roku 1904 po názvem Ťing-an, po deseti letech přejmenováno na Tchao-an. V roce 1950 bylo definitivně pojmenováno Paj-čcheng, což je čínsky Bílé město a tradiční mongolský název. Do roku 1954 patřilo toto město do sousední provincie Chej-lung-ťiang.

## Administrativní členění
Městská prefektura Paj-čcheng se člení na pět celků okresní úrovně, a sice jeden městský obvod, dva městské okresy a dva okresy.
| Tchao-pej okres · Čen-laj okres · Tchung-jü městský okres · Tchao-nan městský okres · Ta-an |        |                       |                    |                                  |
| Název                                                                                       | Název  | Počet obyvatel (2020) | Rozloha km² (2020) | Hustota zalidnění (obyv. na km²) |
| český přepis                                                                                | znaky  | Počet obyvatel (2020) | Rozloha km² (2020) | Hustota zalidnění (obyv. na km²) |
| Městský obvod                                                                               |        |                       |                    |                                  |
| Tchao-pej                                                                                   | 洮北区 | 474 276               | 2 565              | 185                              |
| Městské okresy                                                                              |        |                       |                    |                                  |
| Tchao-nan                                                                                   | 洮南市 | 307 215               | 5 105              | 60                               |
| Ta-an                                                                                       | 大安市 | 270 911               | 4 880              | 56                               |
| Okresy                                                                                      |        |                       |                    |                                  |
| Čen-laj                                                                                     | 镇赉县 | 217 387               | 4 734              | 46                               |
| Tchung-jü                                                                                   | 通榆县 | 281 589               | 8 476              | 33                               |
|                                                                                             |        |                       |                    |                                  |
| Celkem                                                                                      | Celkem | 1 551 378             | 25 760             | 60                               |